# Марк Теренций Варрон
Марк Тере́нций Варро́н (лат. Marcus Terentius Varrō; родился в 116 году до н. э., Реате, Римская республика — умер в 27 году до н. э., Рим, Римская империя) — римский учёный-энциклопедист и писатель, по месту рождения именуемый Варрон Реатинский. Авторитет Варрона как учёного и оригинального писателя уже при жизни был неоспорим.
Философские взгляды Варрона эклектичны, он близок к киникам, стоикам, пифагорейству. Высшее благо, по его мнению, должно удовлетворять потребностям души и тела. Добродетель определяется как ведущее к благополучию искусство жизни, которому можно научиться. Варрон был поборником старых римских нравов, однако никогда не выступал в роли непреклонного защитника традиций. Он ценил подлинную культуру вне зависимости от её внешней формы.

## Биография
Марк Теренций Варрон родился в 116 году до н. э. в сабинской Реате. На государственной службе прошёл все должности до претуры, которую исследователи относят, предположительно, до войны Помпея со средиземноморскими пиратами в 67 году до н. э. (литературовед Д. Р. Шэклтон-Бейли датирует его преторство временем около 75 года). На начальной стадии гражданской войны 49—45 годов до н. э. Варрон воевал на стороне Гнея Помпея в Испании. По окончании конфликта Гай Юлий Цезарь простил его и назначил начальником публичной библиотеки. Поселившись в Риме, Марк Теренций окончательно посвятил себя давно уже интересовавшим его историческим изысканиям и литературной деятельности. Однако, из личных мотивов Марк Антоний подверг его проскрипции (конец 43 года до н. э.), причём Варрон потерял часть своей библиотеки и землю. С этого времени он стал заниматься только научной работой и литературной деятельностью. Работал до глубокой старости: некоторые произведения написал в восьмидесятилетнем возрасте.

## Менипповы сатиры
Основной литературной работой Варрона считаются философско-нравственные «Менипповы сатиры» (лат. Saturae menippeae) в 150 книгах (каждой книге соответствует одна сатира; сохранился 591 короткий фрагмент из 96 книг; ни одной целостной сатиры Варрона реконструировать не удалось). Названы по своей специфической форме, заимствованной автором у кинического писателя Мениппа, которого Варрон высоко ценил. Собственно, от Варрона идёт название соответствующего жанра — мениппова сатира. Согласно Цицерону, написаны в юношеском возрасте.

## Научные работы
Существует составленный Иеронимом неполный каталог произведений Варрона, на основании которого установлено, что Варрон написал свыше 70 произведений, общим числом свыше 600 книг. Он занимался, в частности, грамматикой, юриспруденцией, искусством, историей, историей литературы, теорией музыки.
Сохранились трактат «О сельском хозяйстве» («Res rusticae») в 3-х книгах, 5—10 книги работы «О латинском языке» («De lingua Latina»; всего было 25 книг). Последний труд основан на выводах его учителя, Луция Элия Стилона.
Большое значение имела энциклопедия Варрона «Disciplinae» в 9 книгах (утеряна), отклики на которую можно найти у выдающихся учёных поздней Античности и раннего Средневековья, среди которых Августин, Марциан Капелла, Кассиодор, Исидор Севильский. По традиции считается, что энциклопедия Варрона состояла из грамматики, диалектики, риторики, геометрии, арифметики, астрономии (астрологии), музыки (т.е. теории музыки), медицины и архитектуры, из чего делается вывод, что Варрон первым описал свободные искусства в виде цикла (правда, с добавлением медицины и архитектуры). Ныне достоверным считается, что Варрон — автор, как минимум, трактатов о музыке и землемерии (De mensuris, которое также трактуется как геометрия), следы остальных трактатов не прослеживаются. Развёрнутую критику традиционной циклической трактовки Варрона даёт Ильзетраут Адо (см. в списке литературы). Независимо от того, входила ли «Музыка» в 9-томник или была написана как самостоятельный трактат (второе вероятней), Варрон может считаться первым римским теоретиком музыки.
Широко известны его работы под общим названием «Логисторики» («Logistorici»), состоящие из 76 книг в форме философских диалогов, основное содержание которых образуют этические рассуждения с примерами из мифологии и истории. Слово logistoricus — неологизм Варрона, его точное значение неизвестно. В одной из монографий «О философии» (De philosophia) автор представляет философию как учение о правильном образе жизни.
В исторических исследованиях выделяются «Человеческие и божественные древности» («Antiquitates rerum humanarum et divinarum») в 41 книге (труд утерян). Это энциклопедия истории римской культуры. От первой части, посвященной человеческим ценностям, мало что сохранилось. После вводной книги следовало четыре части, возможно, по 6 книг каждая: о людях (de hominibus), местах (de locis), временах (de temporibus) и вещах (de rebus). Благодаря христианским писателям, прежде всего Августину, известно содержание второй части исследования (кн. 26—41), которую Варрон посвятил Цезарю. После книги, вводящей нас в курс божественных ценностей, следовало пять триад: о священнослужителях, священных местах, священных временах (возможно, частей года, лучших для проведения ритуалов), ритуалах и разновидностях богов. Ценные цитаты из «Древностей» и «Логисториков» также приводит Цензорин.
Книги «О происхождении римского народа» («De gente populi Romani») и «О жизни римского народа» («De vita populi Romani») (та и другая в 4 томах) Варрон посвятил истории римлян и вкладу Рима в историю цивилизации.
В книге «Образы» («Hebdomades vel de imaginibus»; 15 книг) Варрон представил 700 портретов великих личностей Греции и Рима. В ней он доказывал равноправное положение греческой и римской культур. 
Велика роль Варрона в становлении грамматики и лингвистики. Сохранились фрагменты трудов Варрона «История алфавита» («Historia litterarum»; 2 книги), «О происхождении латинского языка» («De origine linguae Latinae»; 3 книги) и некоторые другие фрагменты.

## Издания и переводы
- Латинские тексты «О латинском языке» и «О сельском хозяйстве»

«О латинском языке»:
- M. Terenti Varronis De Linguae Latinae Quae Supersunt, ed. G. Goetz; F. Schoell, 1910.
- Издание в серии «Loeb classical library» (под № 333, 334): Varro. On the Latin language. Vol. I (1938). Books V—VII; Vol. II (1938). Books VIII—X.
- Варрон. О латинском языке. VIII, 1-7, 9-23; IX, 1-5, 37-41, 55-58, 66-67, 91, 93, 94, 96, 99, 108, 109; Х, 3, 7, 9-10, 14-17, 21, 22, 25-31, 33, 51, 53, 54, 56, 58, 60-62, 74, 79, 82, 83. Пер. Я. М. Боровского. — В кн.: Античные теории языка и стиля. М.-Л., Соцэкгиз, 1936, с. 80-83, 94-104, 120.
  - переиздание: СПб.: Алетейя. 1996. С. 85-88, 99-110, 118, 127.
- Варрон. О латинском языке [отрывок]. / Пер. В. В. Каракулакова // Вопросы теории языкознания. Калинин, 1975. С. 72-87.
- В серии «Collection Budé» начато издание: Varron. La Langue latine. T. II: Livre VI. Texte établi, traduit et commenté par P. Flobert. XLI, 228 p.

«О сельском хозяйстве»:
- M. Terenti Varronis Rerum Rusticarum Libri Tres, ed. G. Goetz, 1929.
- Варрон. Сельское хозяйство. / Пер. М. Е. Сергеенко. М.-Л.: Издательство АН СССР. 1963. 220 стр. 1300 экз.
- Издание «The Loeb classical library»: Varro. On Farming
- В серии «Collection Budé» сочинение издано в 3 томах.

Сатиры:
- M. Terenti Varronis Saturarum Menippearum Reliquiae, ed. A. Riese, Teubner, 1865.
- Petronii Saturae, Adiectae Sunt Varronis et Senecae Saturae Similesque Reliquiae, ed. F. Bücheler, 1963.
- Помяловский И. В. Марк Теренций Варрон Реатинский и Мениппова сатура. (Исследование и переводы отрывков сатур). СПб., 1869. 305 стр.
- Варрон. Менипповы сатиры. / Пер. М. Л. Гаспарова. // Римская сатира. М., 1989. С. 389—430.

Другие сочинения:
- Grammaticae Romanae Fragmenta, ed. G. Funaioli, 1907.
- Фрагменты грамматических сочинений Варрона, издание Гетца-Шелля (1910)
- De M. Terenti Varronis Antiquitatum Rerum Humanarum Libris XXV, ed. P. Mirsch, 1882.
- Studi Varroniani: De Gente Populi Romani Libri IV, ed. P. Fraccaro, 1907.
- I Logistorici, ed. E. Bolisani, 1937.
- M. Terenti Varronis De Vita Populi Romani: Fonti, Esegesi, Edizione Critica dei Frammenti, ed. B. Riposati, 1972.
- M. Terentius Varro: Antiquitates Rerum Divinarum. Part 1, ed. B. Cardauns, 1976.